# Спаситель (фильм)
«Спаситель» (англ. Savior, 1998) — фильм об американском добровольце, действующем на сербской стороне во время Боснийской войны. В главных ролях — Деннис Куэйд и Наташа Нинкович. В фильме также снималась Настасья Кински.

## Сюжет
Во время службы в Париже жена и сын американского офицера Джошуа Роуза были убиты исламскими террористами. Побуждаемый местью, Роуз расстреливает несколько человек в мечети и, чтобы избежать наказания, записывается во Французский иностранный легион. Затем вместе со своим другом Питером он уходит в наёмники под именем Гай, воюя на стороне сербов в боснийской войне. Во время межнационального конфликта обе стороны действуют с жестокостью. В одном из эпизодов фильма Гай наблюдает за мостом, который разделяет мусульман и сербов, и убивает всех, кто пытается пройти из мусульманской части города, включая подростков. Позже сцена из воспоминаний героя объясняет его жестокость: он считал, что «не воюет с детьми» до тех пор, пока перешедшая мост девочка-мусульманка не кинула гранату в пулеметное гнездо, убив Питера.
Гай и его сербский напарник Горан совершают вылазку для захвата мусульман, чтобы обменять их на пленных сербов. В одной из квартир Горан отрезает палец пожилой женщине-мусульманке, отняв у неё кольцо. Стороны обмениваются пленными. Одна из пленных сербок — беременная женщина по имени Вера из деревни Горана в период пребывания в плену была изнасилована похитителями. Горан негативно относится к тому, что Вера беременна от мусульманина. Он начинает избивать её, утверждая, что ей следовало предотвратить изнасилование или покончить жизнь самоубийством. У Веры начинаются преждевременные роды. Горан пытается застрелить ребёнка, однако Гай убивает его. Семья Веры отказывается от неё, и Гай решает сопровождать её и ребёнка в лагерь для беженцев в Белико.
Вера неприязненно относится к ребёнку, не желая кормить его грудью и отказываясь держать его на руках, но постепенно привыкает к нему. Особенно сильно она переживает за ребёнка во время погони отца и брата за ними. Через некоторое время они попадают в засаду и отец Веры желает, чтобы дочь покончила с собой, но она отказывается. Тогда он принимает решение убить её и ребёнка самостоятельно. Гай пытается помешать этому и в результате получает пулевое ранение. Позже брат Веры выясняет обстоятельства смерти Горана и они вместе с отцом уезжают, оставив их в живых. Во время поездки она решает, что ей следует вернуться в родную деревню. Однако вернувшись, они застают деревню разгромленной мусульманами: священник повешен и часть жителей убита, семья Веры захвачена в плен. Гай не решается вступить в бой с превосходящим по численности отрядом противника, вместе с Верой они незаметно покидают деревню. Он принимает решение отвезти её и ребёнка в хорватский город Сплит — зону безопасности ООН и базу Красного Креста.
По пути туда в машине заканчивается бензин, что вынуждает Гая и Веру искать топливо. К ночи они находят хорватский дом, где местные жители приютили их, накормили и дали им отдохнуть. Хозяин дома, старый хорват, который женат на сербке, долго разговаривает с Гаем о происходящей войне и сопутствующем безумии людей. На утро старик отдаёт Гаю одежду своего погибшего сына и лодку. Вера и Гай плывут мимо города, но решают причалить подальше от него, чтобы избежать возможной опасности. Вера отправляется в город узнать ходит ли автобус, но сев в автобус с мусульманскими беженцами, попадает в облаву, которую проводит отряд Хорватского совета обороны. Вместе с другими пассажирами её доставляют на берег реки для массовой казни.
В кульминационной сцене фильма один из хорватских бойцов убивает нескольких человек ударом специального молота. Гай видит эту сцену, спрятавшись в трюме старого катера. В руках у него снайперская винтовка, и он готов пустить её в ход — один против двух десятков солдат. Вера, издалека почувствовав это, начинает громко петь колыбельную, пытаясь успокоить свою дочь. Хорват убивает молотом Веру, а остальных беженцев расстреливают.
Затем, в наступившей тишине, слышен детский плач. Чтобы не выдать своего положения, Гай насильно закрывает ребёнку рот. Командир отряда обыскивает катер, но Гая и девочку спасает появление громко мяукавшего котенка. После отъезда солдат Гай с ужасом обнаруживает, что ребёнок не дышит. Гай поспешно пытается восстановить ребёнку дыхание, но ему это удается лишь после мучительно долгой паузы. Эмоции переполняют Гая, и он плачет.
Гай прибывает на базу ООН, где оставляет ребёнка на сиденье грузовика, написав на клочке бумаги «Вера». Гай уходит к причалу, где в слезах рвет и выбрасывает в воду документы наемника. Работница ООН, ехавшая в одном автобусе с Гаем и следовавшая за ним, приносит ребёнка, укоризненно говоря Гаю, что он не должен оставлять ребёнка одного и, на всякий случай, спрашивает, его ли это дочь. Гай принимает у неё ребёнка и подтверждает, что это его дочь.

## В ролях
- Деннис Куэйд — Джошуа Роуз/Гай
- Настасья Кински — Мария Роуз
- Стеллан Скарсгард — Питер Доминик
- Наташа Нинкович — Вера
- Сергей Трифунович — Горан
- Лилиана Благоевич — мать Веры
- Миодраг Крстович — отец Веры
- Небойша Глоговач — брат Веры
- Лиляна Крстич – старуха

## Отзывы
Кинокритик Роджер Эберт присвоил фильму три с половиной звезды из возможных четырёх:
«Спаситель» — беспощадно честный фильм, который, не моргая, смотрит на то, как ненависть и предрассудки могут скрываться за маской патриотизма.

## Награды
- 1999 — премия Political Film Society
- 1998 — премия российского кинофестиваля в Сочи «Кинотавр» в номинации «лучшая актриса»[2]